# 矢神岳
矢神岳（やがみだけ）は、岩手県八幡平市にある標高666.3mの山である。

## 概要
- 当山は、八幡平市北西部にある。
- 当山にはNHK盛岡放送局のFM放送の安代田山中継局が置かれ、八幡平市田山地区などに電波を発射している。2012年3月31日までは、総合テレビと教育テレビの安代田山中継局も置かれていた。

## 周辺
- 東北自動車道
  - 田山トンネル
  - 田山PA
- 国道282号
- 岩手県道・秋田県道195号田山花輪線
- JR東日本花輪線
  - 田山駅
- 田山スキー場
  - 出身者 三ヶ田礼一 1992年アルベールビルオリンピックスキーノルディック複合団体金メダル
- 八幡平市立田山小学校

## NHK安代田山中継局
- 当山山頂にはNHK盛岡放送局のFM放送の中継局が置かれている。2012年3月31日までは、アナログテレビ放送の中継局も置かれていた。

### アナログテレビ放送
| チャンネル 番号 | 放送局名     | 空中線 電力       | ERP                  | 偏波面   | 放送対象地域 | 放送区域 内世帯数 | 運用開始日      |
| --------------- | ------------ | ----------------- | -------------------- | -------- | ------------ | ----------------- | --------------- |
| 3               | NHK 盛岡総合 | 映像1W/ 音声250mW | 映像1.05W/ 音声260mW | 垂直偏波 | 岩手県       | -                 | 1967年 11月17日 |
| 9               | NHK 盛岡教育 | 映像1W/ 音声250mW | 映像980mW/ 音声240mW | 垂直偏波 | 全国         | -                 | 1967年 11月17日 |

- 2012年3月31日をもってすべて廃止された。

### FMラジオ放送
| 周波数  | 放送局     | 空中線 電力 | ERP  | 偏波面   | 放送対象地域 | 放送区域 内世帯数 | 運用開始日     |
| ------- | ---------- | ----------- | ---- | -------- | ------------ | ----------------- | -------------- |
| 89.5MHz | NHK 盛岡FM | 3W          | 3.3W | 垂直偏波 | 岩手県       | -                 | 1980年 7月16日 |